# Nemastoma lugubre
Nemastoma lugubre is een hooiwagen uit de familie aardhooiwagens (Nemastomatidae). De originele naamcombinatie (protoniem) was Phalangium lugubre Müller, 1776. Een volgende naamrecombinatie werd gepubliceerd als Nemastoma lugubre (Müller, 1776) in Simon 1879. Zie ook Lugubrostoma lugubre(Müller, 1776) in Šilhavý 1966. Na 2023 de geldige combinatie is PNemastoma lugubre (Müller, 1776).